# Réda Halaïmia
Réda Halaïmia(en arabe : محمد الأمين منصور), né le 28 août 1996 à Oran, est un footballeur international algérien. Il évolue au poste d'arrière droit au MC Alger

## Biographie

### En club
Halaïmia est formé au MC Oran. Il fait ses débuts avec l'équipe première en août 2015.

### En équipe nationale
Avec la sélection algérienne, il participe à la Coupe d'Afrique des nations des moins de 23 ans en 2015, qui est organisée au Sénégal. L'Algérie atteint la finale de la compétition, en étant battue par le Nigeria.
Le 27 décembre 2018, il honore sa première sélection lors d'un match amical contre le Qatar (victoire 0-1).
En novembre 2019, l'entraîneur national Djamel Belmadi le convoque en EN A, en préparation du match contre la Zambie (éliminatoires de la Coupe d'Afrique des nations 2022).
En octobre 2020, il joue les deux matchs amicaux face respectivement au Nigeria (victoire 1 but à 0) et au Mexique (nul 2 buts partout), puis son premier officiel le 12 novembre 2020 à Alger, contre le Zimbabwe dans la cadre des éliminatoires de la Coupe d'Afrique 2022 (victoire de l'Algérie 3 à 1).

## Statistiques

### En club
| Saison                | Club                  | Championnat           | Championnat | Championnat | Championnat | Coupe(s) nationale(s) | Coupe(s) nationale(s) | Coupe(s) nationale(s) | Supercoupe | Supercoupe | Supercoupe | Compétition(s) continentale(s) | Compétition(s) continentale(s) | Compétition(s) continentale(s) | Compétition(s) continentale(s) | Total | Total | Total |
| Saison                | Club                  | Division              | M.          | B.          | P.d.        | M.                    | B.                    | P.d.                  | M.         | B.         | P.d.       | Comp.                          | M.                             | B.                             | P.d.                           | M.    | B.    | P.d.  |
| 2015-2016             | MC Oran               | Ligue 1               | 20          | 0           | 1           | 1                     | 0                     | 0                     | -          | -          | -          | CAF2                           | 2                              | 0                              | 0                              | 23    | 0     | 1     |
| 2016-2017             | MC Oran               | Ligue 1               | 19          | 0           | 1           | -                     | -                     | -                     | -          | -          | -          | -                              | -                              | -                              | -                              | 19    | 0     | 1     |
| 2017-2018             | MC Oran               | Ligue 1               | 28          | 0           | 8           | 3                     | 0                     | 0                     | -          | -          | -          | -                              | -                              | -                              | -                              | 31    | 0     | 8     |
| 2018-2019             | MC Oran               | Ligue 1               | 28          | 0           | 2           | 4                     | 0                     | 0                     | -          | -          | -          | -                              | -                              | -                              | -                              | 32    | 0     | 2     |
| Sous-total            | Sous-total            | Sous-total            | 95          | 0           | 12          | 8                     | 0                     | 0                     | -          | -          | -          | -                              | 2                              | 0                              | 0                              | 105   | 0     | 12    |
| 2019-2020             | K Beerschot VA        | D1B Pro League        | 22          | 1           | 1           | 1                     | 0                     | 0                     | -          | -          | -          | -                              | -                              | -                              | -                              | 23    | 1     | 1     |
| 2020-2021             | K Beerschot VA        | Division 1A           | 16          | 0           | 1           | 1                     | 0                     | 0                     | -          | -          | -          | -                              | -                              | -                              | -                              | 17    | 0     | 1     |
| 2021-2022             | K Beerschot VA        | Division 1A           | 25          | 0           | 1           | 2                     | 0                     | 0                     | -          | -          | -          | -                              | -                              | -                              | -                              | 27    | 0     | 1     |
| Sous-total            | Sous-total            | Sous-total            | 63          | 1           | 3           | 4                     | 0                     | 0                     | -          | -          | -          | -                              | -                              | -                              | -                              | 67    | 1     | 3     |
| 2022-2023             | MC Alger              | Ligue 1               | 26          | 0           | 1           | -                     | -                     | -                     | -          | -          | -          | -                              | -                              | -                              | -                              | 26    | 0     | 1     |
| 2023-2024             | MC Alger              | Ligue 1               | 29          | 1           | 3           | 4                     | 0                     | 0                     | -          | -          | -          | -                              | -                              | -                              | -                              | 33    | 1     | 3     |
| 2024-2025             | MC Alger              | Ligue 1               | 28          | 5           | 4           | 1                     | 0                     | 1                     | 1          | 0          | 1          | CAF                            | 12                             | 0                              | 1                              | 42    | 5     | 7     |
| Sous-total            | Sous-total            | Sous-total            | 83          | 6           | 8           | 5                     | 0                     | 1                     | 1          | 0          | 1          | -                              | 12                             | 0                              | 1                              | 101   | 6     | 11    |
| Total sur la carrière | Total sur la carrière | Total sur la carrière | 241         | 7           | 23          | 18                    | 0                     | 1                     | 1          | 0          | 1          | -                              | 14                             | 0                              | 1                              | 274   | 7     | 26    |

### En sélection nationale
| Saison                | Sélection             | Phases finales        | Phases finales | Phases finales | Phases finales | Éliminatoires CDM | Éliminatoires CDM | Éliminatoires CDM | Éliminatoires CAN | Éliminatoires CAN | Éliminatoires CAN | Matchs amicaux | Matchs amicaux | Matchs amicaux | Total | Total | Total |
| Saison                | Sélection             | Compétition           | M              | B              | Pd             | M                 | B                 | Pd                | M                 | B                 | Pd                | M              | B              | Pd             | M     | B     | Pd    |
| --------------------- | --------------------- | --------------------- | -------------- | -------------- | -------------- | ----------------- | ----------------- | ----------------- | ----------------- | ----------------- | ----------------- | -------------- | -------------- | -------------- | ----- | ----- | ----- |
| 2018-2019             | Algérie               | -                     | -              | -              | -              | -                 | -                 | -                 | -                 | -                 | -                 | 1              | 0              | 0              | 1     | 0     | 0     |
| 2019-2020             | Algérie               | -                     | -              | -              | -              | -                 | -                 | -                 | 0                 | 0                 | 0                 | -              | -              | -              | 0     | 0     | 0     |
| 2020-2021             | Algérie               | -                     | -              | -              | -              | -                 | -                 | -                 | 2                 | 0                 | 1                 | 2              | 0              | 0              | 4     | 0     | 1     |
| 2021-2022             | Algérie               | CAN 2021              | 0              | 0              | 0              | 1                 | 0                 | 0                 | -                 | -                 | -                 | 0              | 0              | 0              | 1     | 0     | 0     |
| Total sur la carrière | Total sur la carrière | Total sur la carrière | 0              | 0              | 0              | 1                 | 0                 | 0                 | 2                 | 0                 | 1                 | 3              | 0              | 0              | 6     | 0     | 1     |

### Matchs internationaux
Le tableau suivant liste les rencontres de l'équipe d'Algérie dans lesquelles Réda Halaïmia a été sélectionné depuis le 27 décembre 2018 jusqu'à présent.

## Palmarès

### Palmarès en club
| R Beerschot AC (1)                | MC Alger (3) |
| --------------------------------- | --- |
| - Division 1B : - Champion : 2020 | - Ligue 1 (2) : - Champion : 2024 et 2025 - Coupe d'Algérie : - Finaliste : 2024 - Supercoupe d'Algérie (1) : - Vainqueur : 2024 |

### En sélection
- Coupe d'Afrique des nations des moins de 23 ans

Finaliste : 2015